# Тетерин, Тимофей Иванович
Тимофей Иванович Тетерин, Тимоха Тетерин (умер в начале июня 1593 года) — русский дворянин, участник второго астраханского похода и Ливонской войны в качестве стрелецкого головы. По приказу царя Ивана Грозного был пострижен в монахи, позже бежал в Литву, там получил земли, впоследствии воевал против Русского царства. В 1577 году направил письмо боярину Михаилу Яковлевичу Морозову, царь написал ему своё послание.

## Биография
Тимофей Тетерин принадлежал к старому, но незнатному дворянскому роду из-под Суздаля. Его дед и отец, Василий Борисович и Иван Васильевич Пух соответственно, служили великим князьям московским в качестве дьяков. Тимофей предпочёл этому военную службу. В 1549 году он участвовал в казанском походе в качестве сына боярского «у коня государева», в 1550 году стал одним из «тысячи лучших слуг». Участвовал ли Тетерин во взятии Казани в 1552 году, неизвестно (источники сообщают, что его дядя Селиван Васильевич погиб при штурме).
В 1555 году Тетерин командовал отрядом служилых татар в Соли Вычегодской. В 1556 году он стал стрелецким головой и сначала сражался со шведами под Выборгом, а позже отправился вниз по Волге вместе с Фёдором Писемским и Иваном Черемисиновым против астраханского хана Дервиш-Али, изменившего Москве. Русская армия заняла Астрахань и привела местных жителей к присяге Ивану IV, затем совершила несколько рейдов к Каспийскому морю. В итоге Дервиш-Али был окончательно разбит и уехал к Мекку, а Нижнее Поволжье вошло в состав Русского царства.
В начале 1558 года Тетерин участвовал во вторжении в Ливонию. Именно его командующие отправили в Москву к царю с сообщением об успехах: «Немецкую землю повоевали и выжгли и людей побили в многих местех и полону и богатства множество поимали». Под влиянием этих известий о слабости Ливонского ордена Иван IV принял решение о начале полномасштабной войны. В том же году Тетерин командовал стрельцами, захватившими Русские ворота Нарвы во время штурма, позже он привозил царю известия о взятии Нейшлосса и Дерпта. В последующие годы он продолжал воевать с ливонцами под началом Алексея Басманова и Андрея Курбского.
В 1563 году Тетерин оказался в опале. Царь хотел его казнить, но ограничился ссылкой в Антониев-Сийский монастырь, где Тетерина постригли в монахи под именем Тихона. Тот вскоре бежал в Литву, причём, по словам Генриха Штадена, явился к королю Сигизмунду II Августу в монашеской одежде. Царь, пришедший в ярость, приказал казнить ряд родственников Тетерина, а также стрелецкого командира Андрея Кошкарова, который, по-видимому, помог побегу товарища. Из Вольмара двое беглецов, Тетерин и Марк Сарыхозин, направили письмо боярину Михаилу Яковлевичу Морозову, юрьевскому воеводе, объявившему их изменниками. В этом послании они пишут о царском терроре, от которого не спасают заслуги и покорность, о царящем в Русском царстве бесправии. «И ты, господине, — пишут эмигранты воеводе, — убойся Бога, паче гонителя и не зови православных христиан, без правды мучимых и прогнанных, изменниками».
В последующие годы Тетерин участвовал в Ливонской войне на стороне Литвы. Наибольшую известность получил рейд на Изборск 1569 года, которым командовал князь Александр Полубинский: глубокой ночью одетые в чёрное Тетерин и Сарыхозин подъехали к крепости и, назвавшись опричниками, заставили стражу открыть ворота. В результате Изборск был взят.
В 1577 году, на пике своих военных успехов в Ливонии, царь написал Тетерину послание, текст которого сохранился. Письмо совсем короткое («А нечего к тебе, холопу, много и писать», — объяснил автор). Иван IV называет адресата «расстригой-богатырём», напоминает ему о письме Морозову, иронично спрашивает: «Чего же ты… ныне за Двину в Литву побежал, а ни в какой башне не удержался?». Затем он пишет: «Вам бы сейчас лучше всего нас… здесь спокойно дожидаться — мы бы вас во всех бедах успокоили!». Таким образом царь пародирует последние слова послания Курбского (автор там говорит, что надеется найти в Литве покой и утешение «от всех скорбей»).